# مانكو واتو السنغال
مانكو واتو السنغال هو تحالف من عدة أحزاب سياسية منظمة لخوض الانتخابات التشريعية السنغالية لعام 2017. تم تنظيم التحالف وقيادته بشكل أساسي من قبل الحزب الديمقراطي السنغالي للرئيس السابق عبد الله واد،  ولكنه شمل أيضًا المنشق السابق بوك جيس جيس والعديد من الأحزاب الأصغر الأخرى.  فازت المجموعة بـ 19 مقعدًا في الانتخابات،  بزيادة طفيفة عن 12 مقعدًا فاز بها الحزب الديمقراطي في عام 2012. 
تم تشكيل الائتلاف بعد مفاوضات لتشكيل قائمة معارضة موحدة، تحالف مانكو تاكسو السنغال، الذي انهار بسبب الخلافات حول ما إذا كان واد أو عمدة داكار السابق المسجون، خليفة سال، سيتصدر القائمة.  داخل الجمعية الوطنية، يتجمع تحت اسم مجموعة الحرية والديمقراطية. 